# Peoria Rivermen (IHL)
Peoria Rivermen byl profesionální americký klub ledního hokeje, který sídlil v Peoria ve státě Illinois. V letech 1982–1996 působil v profesionální soutěži International Hockey League. Rivermen ve své poslední sezóně v IHL skončil v semifinále play-off. Klub byl během své existence farmami celků NHL. Jmenovitě se jedná o New York Islanders a St. Louis Blues. Své domácí zápasy odehrával v hale Peoria Civic Center s kapacitou 9 919 diváků. Klubové barvy byly námořnická modř, červená a žlutá.
Zanikl v roce 1996 přestěhováním do San Antonia, kde byl vytvořen tým San Antonio Dragons. Jednalo se o dvojnásobného vítěze Turner Cupu (sezóny 1984/85 a 1990/91).

## Historické názvy
Zdroj: 
- 1982 – Peoria Prancers
- 1984 – Peoria Rivermen

## Úspěchy
- Vítěz Turner Cupu ( 2× )
  - 1984/85, 1990/91

## Přehled ligové účasti
Zdroj: 
- 1982–1984: International Hockey League (Západní divize)
- 1983–1984: International Hockey League
- 1984–1992: International Hockey League (Západní divize)
- 1992–1993: International Hockey League (Středozápadní divize)
- 1993–1994: International Hockey League (Centrální divize)
- 1994–1996: International Hockey League (Středozápadní divize)